# Književno novinarstvo
Ovo je žanr. Za časopise, molimo vas, pogledajte Književni časopisi
Književno novinarstvo (engl. Creative nonfiction) je oblik eseja koji kombinuje elemente koji su prisutni i kod pisanja vijesti i kod pisanja ličnih eseja. 

## Istorija

### Nastanak
U januaru 1665. počinje da izlazi nedeljnik Journal des Savants: časopis na 12 stranica, u kvart formatu. 
 Finansira ga Akademija nauka i izlazi svakog ponedjeljka, počev od januara 1665.godine, a urednik je Deni de Salo , skupštinski savjetnik jansenista. 
Osmislio ga je Žan Batist Kolber, kao instrument rukovođenja intelektualnim životom Francuske i on predstavlja jednu novu vrstu periodika, potpuno posvećenih nauci i umjetnostima: „Katalog knjiga štampanih u Evropi“, tako ga predstavlja urednik u uvodniku. U njemu se objavljuju odlomci i sižei knjiga, nekrolozi posvećeni slavnim intelektualcima, kritike djela štampanih u raznim dijelovima Evrope. 
 Preko ovog časopisa publika saznaje za La Fontenove priče, La Ruškukoove maksime, te za Dekartovu misao.
Tako se početak francuskog novinarstva razlikuje i obilježava ga veća usmjerenost ka kulturi i književnosti, a nešto manje prema aktuelnim političkim informacijama. 
 U prvom uvodniku De Salo daje sliku „književne republike“: intelektualni svijet nastoji da bude shvaćen u nadnacionalnoj, slobodnoj, ravnopravnoj i demokratskoj sferi, sasvim drugačijom i odvojenoj od one u mnogim apsolutističkim monarhijama. 
 Međutim, kraljevska cenzura vrši odmah pritisak i na ono polje koje je manje direktno kompromitujuće.
Januara 1666. godine De Saloa zamjenjuje u vođenju časopisa poslušni i opet obazrivi Galoa, koji je u svom uvodniku izjavio:
„Valja priznati, da je davanje prava da se ocjenjuju djela iz cijelog svijeta, bio napad na javnu slobodu i sprovođenje neke vrste tiranije, u carstvu književnosti. Zato smo odlučni da se u budućnosti uzdržimo od toga i, umjesto da se bavimo kritikom, posvetićemo se pažljivom čitanju, kako bismo mogli da ih objasnimo, što do ovog trenutka nije činjeno.“

Uzor oličen u Journal de Savants ubrzo je prihvaćen i u drugim dijelovima Evrope. 
 U Rimu, januara 1668.godine, izlazi Giornale de letterati, mjesečnik na 16 stranica malog formata, koji je uređivao ''Frančesko Nacari'', profesor filozofije na Univerzitetu Sapienca, s recenzijama knjiga iz istorije, izvještajima o medicinskim eksperimentima i opisima novih tehnologija.
Loše narativno ili književno novinarstvo je, vjerovatno, jedna od najodbojnijih stvari koje se uopšte mogu štampati. Ali, mnogi novinari se danas usuđuju da kažu kako je dobro narativno novinarstvo, novinarstvo na svom vrhuncu.

### Drugi književni časopisi
Profesor Oto Menke, 1682.godine u Lajpcigu štampa na latinskom jeziku Acta Eruditorium, u kojima Lajbnic iznosi 1684. „novi metod“ diferencijalnog računa, a godine 1668. izlazi Sherz und Ernsthafen („ozbiljne i šaljive stvari“), književni časopis na njemačkom jeziku, koji poprima živahniju formu dijaloga izmišljenih ličnosti.
U Amsterdamu 1684. Pjer Beil, filozof kalvinista, emigrant iz Francuske objavljuje „Nouvelles de la Republique des lettres“, preuzimajući od samog imena De Saloov program. 
U Engleskoj kraljevini, u vrijeme vladavine Vilijama Oranskog list London Gazette ponovo stiče svoj ugled, ali i u engleskoj sredini se pokazuje osjetljiva privlačnost književnog časopisa.

### Uspon periodične štampe
Uspon ove vrste štampe je bio toliko snažan, da je prešao na drugu obalu okeana: Prvi centar američkog novinarstva je Boston, glavni grad Nove Engleske. Upravo u tom gradiću, sa nešto više od 10 hiljada stanovnika, septembra 1690. godine izlaze Public Occurences Both Foreign and Domestic-
mjesečne novine na četiri stranice, koje je uređivao američki novinar Benadžmin Haris, protjeran zbog svojih torijevskih ideja. 
Nekoliko godina kasnije, aprila 1704.godine, bivši knjižar koji je postao poštanski službenik u gradu, Džon Kembel osniva novi nedjeljnik, Boston News-letter: grafički sveden samo na jedan štampani list, u dva stubca, po cijeni od dva penija, u oko 200 primjeraka, sadržaja ograničenog na vijesti preuzete iz londonskih novina, lokalne informacije i na privatne oglase.

### Centralizacija apsolutističkih vladara
Ako se izuzme srećno ostrvo holandske republike, režimi monopolističkih povlastica i preventivne cenzure nisu nestali, osim u kratkom periodu engleske parlamentarne revolucije, već su naprotiv ojačali.
Gotovo svuda su se afirmisale novine u livreji, zvanični portparoli vlasti i neutralne informacije, koje su često namjerno bivale udaljene od politike; Sloboda je bila svedena na République des Lettres („književnu republiku“), časopis visoke kulture namjenjenih intelektualnoj eliti.

## Novinari književnici
Pripadnike trećeg talasa „novog novinarstva“, nazivaju još i novinarima književnicima.
Možda postoji određeni kontinuitet sa „novim novinarstvom“ iz šezdesetih i sedamdesetih godina; Mnogi tadašnji novi novinari postali su u međuvremenu pisci. Ali, ova nova generacija „novinara književnika“, odbija postojanje stvarne granice između novinarstva i književnosti.
Jedan od osnovnih zahtjeva kojima se rukovode novinari pisci, zasniva se kao i u Pulicerovo vrijeme, na zanimljivoj prezentaciji materije.
Klasični reporteri se nisu opterećivali takvim zahtjevima. Trudili su se, da redaju činjenice po važnosti, ali na način koji bi neutralisao njihovo prisustvo i emocije.

### Vrste novih književnika
Dejvid Izon, američki profesor žurnalizma, definiše dvije grupe novinara književnika: „U prvoj su oni koji kao etnografi podnose račun, o onome što su otkrili. 
 U drugoj su pisci, koji život posmatraju kroz sopstvene filtere, opisujući kako se osjeća čovjek koji živi van realnog svijeta.“ 
 Treći talas novinara-pisaca čine, prema Normanu Simsu: Ričard Vest, Majk Krejmer, Trejsi Kider, Mark Singer, i Sara Dejvidson. 
| „             | „Rizik za književno novinarstvo kreće se od izdavača do pisaca. Ovo vrijeme je finansijski teško za sve novinare. Samo pitajte stotine novinara Los Angeles Times-a, Boston Globe-a, i novinare Chicago Tribune koji su bili otpušteni. Ne plašim se za književno novinarstvo, jer ima prirodne osobine koje privlače dobre pisce. Imam veću zabrinutost o održivosti tradicionalnoih javnih novinarskih poslova“. | ” |
| — Norman Sims | |   |

Rendi Šilts iz lista San Francisko hronikl, koji je pratio AIDS, i koji je autor knjige And the Band played on jednom je izjavio da je istraživanje kakvo je on sproveo mogao da obavi veliki broj novinara, ali da je to učinio upravo on, jer je homoseksualac. 
 Ono što je novo u „novom novinarstvu“ je da ono ustanovljava jednu novu komunikativnost, odbacujući kruta pravila tradicionalnog novinarstva.

## Literatura
- Gocini, Đovani, Istorija novinarstva, Beograd: Clio, 2001. (Beograd: AB Taš)
- Todorović, Neda, Interpretativno i istraživačko novinarstvo, Čigoja štampa, Beograd, 2002.
- The future of news. A case for literary journalism
- Branko Čečen. Šta je narativno novinarstvo i kako ga pisati